# Salta triflora
Salta triflora är en slideväxtart som först beskrevs av August Heinrich Rudolf Grisebach, och fick sitt nu gällande namn av Adr.Sanchez. Salta triflora ingår i släktet Salta och familjen slideväxter. Inga underarter finns listade i Catalogue of Life.